# Made in Italy (Nino Buonocore)
Made in Italy è un album discografico del cantante italiano Nino Buonocore, pubblicato nel 2004 dalla EMI. Il disco raccoglie materiale dagli album pubblicati con la EMI, e quindi del periodo dal 1984 al 1993.

## Tracce
1. Boulevard
2. Il mandorlo
3. Un po' di più
4. Una canzone d'amore
5. Scrivimi
6. Rosanna
7. E non dire
8. Vorrei darti di più
9. Abitudini
10. Soli
11. Una città tra le mani
12. Oi senorita
13. Non piangere
14. Dopo l'amore
15. Con l'acqua alla gola
16. La terra dei diamanti
17. Solo un po' di paura